# GT Söder
GT Söder är en svensk handbollsförening. Den bildades 2009, är verksam i Stockholms handbollsförbund och spelar säsongen 2020/21 i allsvenskan för damer. 

## Historia
BK Söder gick inför säsongen 2009/2010 ihop med GT/76 IK och bildade föreningen GT Söder.
I mars 2019 stod klart att GT Söder vunnit damallsvenskan, vilket innebar att de kvalificerade sig för Svensk handbollselit kommande säsong.
Inför 2019/20 års säsong tvingades klubben byta spelplan, Sköndalshallen ansågs inte duga för spel i SHE. Resultatet blev att man spelade i Eriksdalshallen.
Vid upptakten för SHE chockade egna tränaren Vaggo Schjölin de andra med att tippa laget som fyra i SHE. GT Söder inledde spelet i SHE med fyra förluster men den 19 oktober lyckades man besegra BK Heid på hemmaplan med 22-20 och tog sin första elitseriepoäng. GT Söder slutade sist i SHE 2019-2020 med sex vunna poäng, lika många som Boden men med sämre målskillnad. Säsongen efteråt 2020-2021 kom GT Söder näst sist i damallsvenskan.

## Spelare i urval
- Fatos Kücükyildiz (2019–2020)